# North Warwickshire
North Warwickshire is een Engels district in het shire-graafschap (non-metropolitan county OF county) Warwickshire en telt 65.000 inwoners. De oppervlakte bedraagt 284 km².
Van de bevolking is 15,0% ouder dan 65 jaar. De werkloosheid bedraagt 2,6% van de beroepsbevolking (cijfers volkstelling 2001).

## Plaatsen in district North Warwickshire
- Blythe End
- Gilson
- Heath Whitacre
- Moxhull
- Warton
- Whitacre Heath
- Wiggins Hill

## Civil parishesin district North Warwickshire
Ansley, Arley, Astley, Atherstone, Austrey, Baddesley Ensor, Baxterley, Bentley, Caldecote, Coleshill, Corley, Curdworth, Dordon, Fillongley, Great Packington, Grendon, Hartshill, Kingsbury, Lea Marston, Little Packington, Mancetter, Maxstoke, Merevale, Middleton, Nether Whitacre, Newton Regis, Over Whitacre, Polesworth, Seckington, Shustoke, Shuttington, Water Orton, Wishaw.

## Geboren
- Michael Drayton (1563-1631), dichter